# Liste der diplomatischen Vertretungen in Kroatien

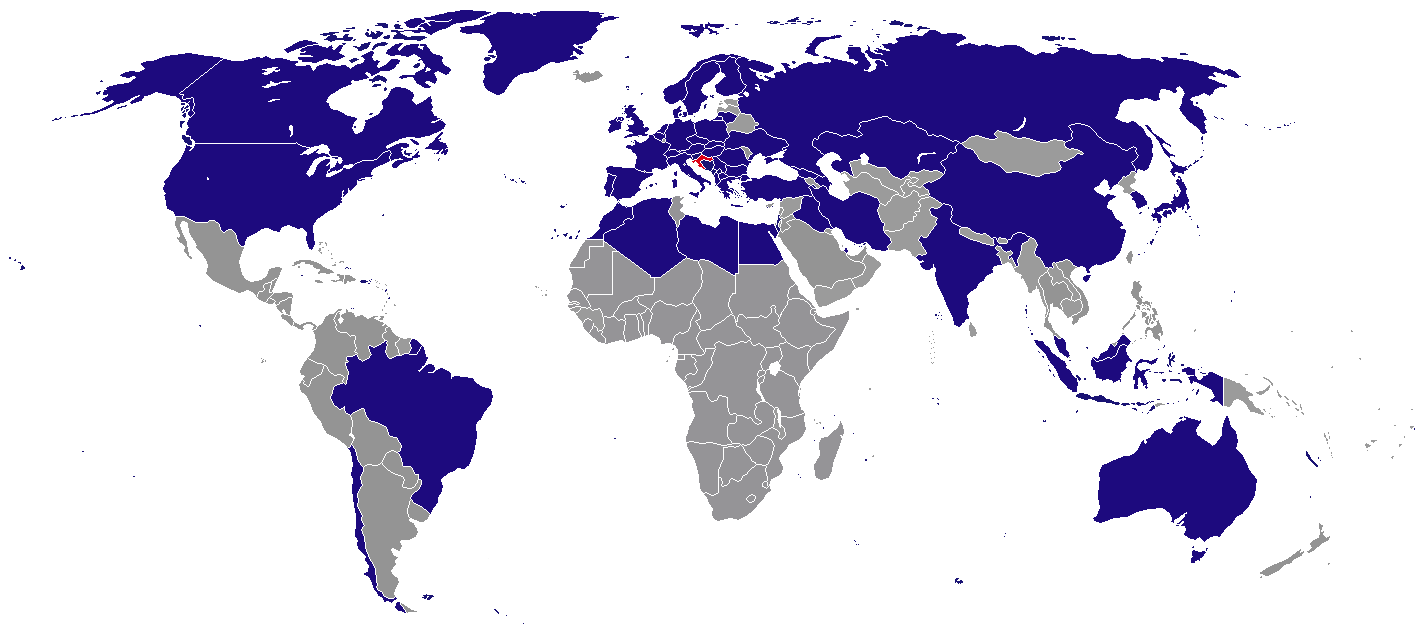
Staaten mit einer Botschaft in Kroatien

Die Liste der diplomatischen Vertretungen in Kroatien führt Botschaften auf, die im 
europäischen Staat Kroatien eingerichtet sind.

## Botschaften in Zagreb
55 Botschaften sind in Kroatiens Hauptstadt Zagreb eingerichtet (Stand 2019).

### Staaten
- Albanien: Botschaft
- Algerien: Botschaft
- Ägypten: Botschaft

- Aserbaidschan: Botschaft
- Australien: Botschaft
- Belgien: Botschaft
- Bosnien und Herzegowina: Botschaft
- Brasilien: Botschaft
- Bulgarien: Botschaft
- Chile: Botschaft
- Dänemark: Botschaft
- Deutschland: Botschaft
- Finnland: Botschaft
- Frankreich: Botschaft
- Griechenland: Botschaft
- Indien: Botschaft
- Indonesien: Botschaft
- Iran: Botschaft
- Irland: Botschaft
- Israel: Botschaft
- Italien: Botschaft
- Japan: Botschaft
- Kanada: Botschaft
- Kasachstan: Botschaft
- Katar: Botschaft
- Kosovo: Botschaft
- Libyen: Botschaft
- Litauen: Botschaft
- Malaysia: Botschaft
- Marokko: Botschaft
- Montenegro: Botschaft
- Niederlande: Botschaft
- Nordmazedonien: Botschaft
- Norwegen: Botschaft
- Österreich: Botschaft
- Polen: Botschaft
- Portugal: Botschaft
- Rumänien: Botschaft
- Russland: Botschaft
- Serbien: Botschaft
- Slowakei: Botschaft
- Slowenien: Botschaft
- Südkorea: Botschaft
- Spanien: Botschaft
- Schweden: Botschaft
- Schweiz: Botschaft
- Tschechien: Botschaft
- Türkei: Botschaft
- Ukraine: Botschaft
- Ungarn: Botschaft
- Vereinigtes Königreich: Botschaft
- Vereinigte Staaten: Botschaft
- Volksrepublik China: Botschaft

### Vertretungen Internationaler Organisationen
- Malteserorden: Botschaft
- Vatikanstadt: Botschaft